# 田中彰伯

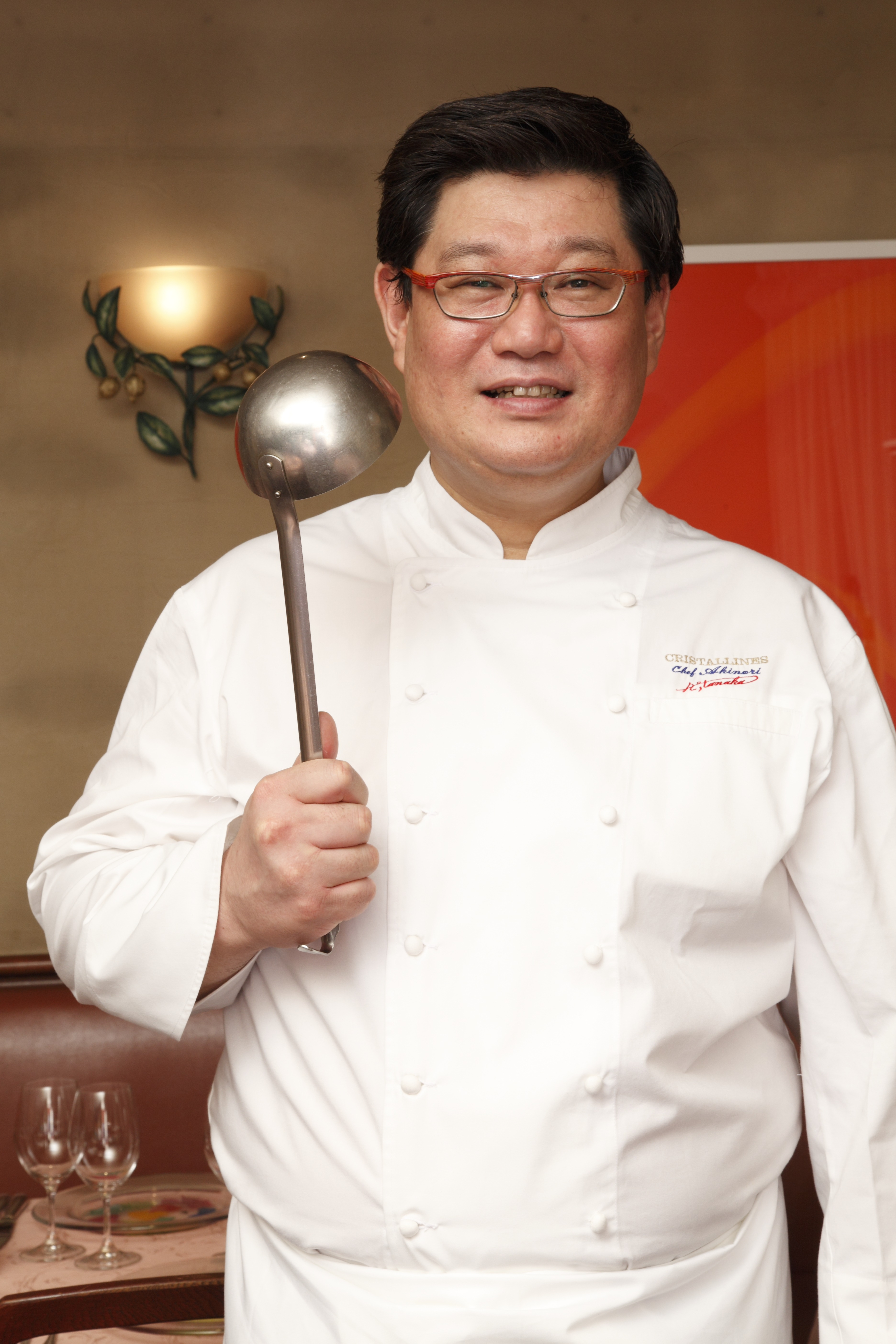
Akinori Tanaka

田中 彰伯（たなか あきのり、1961年11月7日 - ）は、日本のシェフ（フランス料理）、画家。

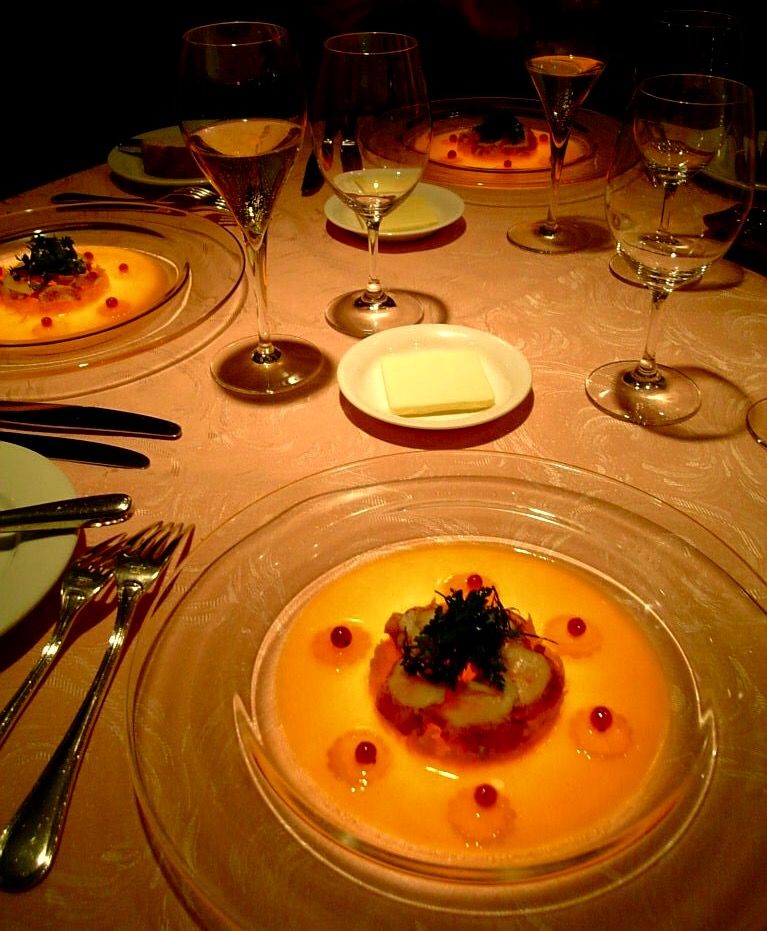
レ・クリスタリーヌにおける光るフレンチを再現した写真

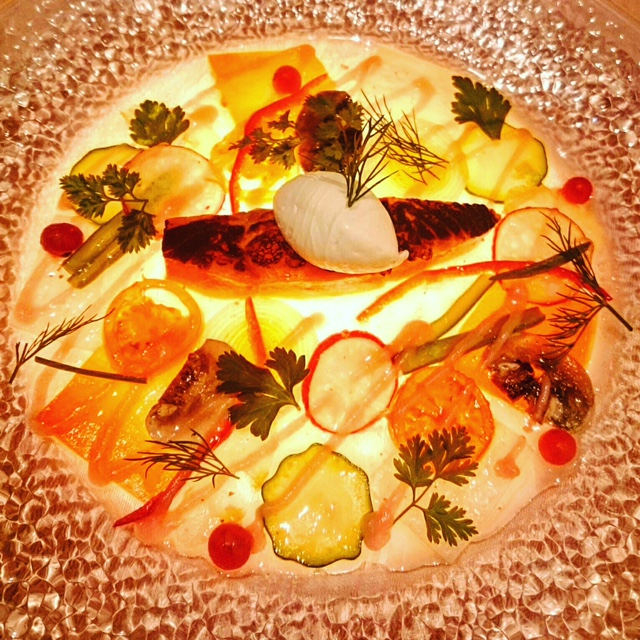
レ・クリスタリーヌ光る前菜（サーモンマリネversion）

## 人物
東京都杉並区荻窪出身。15歳の時にフランス料理界に入る。23歳でフランスへ渡航。パリ7区の一ツ星レストラン「ラ・ブールドール」でシェフ代行として務めた後、南フランス、ムスティエ＝サント＝マリー （Moustiers-Sainte-Marie、古オック語:Mostiers Santa Maria）にある「レ・サントン」のシェフを務め当時最年少28歳でミシュランの1つ星に格上げする。同時期に独自の真空調理法を開発。
日本に帰国した後、代官山の「ロジェ・ベルジェ」の総料理長を務め、1993年に、フランス料理店「レ・クリスタリーヌ」の開店をかわきりに、「コンコンブル」、「クレッソニエール」と展開を成功させる。
1994年にはエスコフィエ協会に入会。現在は料理人として地域活動に参加する一方、フランス料理を題材とした画家として、数々の美術展に入選を果たしている。

## 略歴
- 1961年11月7日：東京都杉並区荻窪出身
- 1976年：フランス料理界に入る（15歳）
- 1985年：更なる技術向上を目指し、「MOF審査員」ジャン・ギノ、「横浜プリンスホテル」総料理長・井上静男の推薦により渡仏
  - パリ7区一ッ星レストラン「ラ・ブールドール」でシェフ代行に就任
  - パリ8区レストラン「アランレイエ」にて魚料理部門のシェフを経験
  - 南フランスのムステイエ・サントマリーにある「レ・サントン」のシェフに就任、ミシュランの一ツ星に格上げする
  - 独自の真空調理法を開発し評価を受ける
- 1989年：「新真空調理」を出版
- 1991年：南フランス、カンヌにある当時三ツ星レストラン「ムーラン・ドゥ・ムージャン」の姉妹店として、東京・代官山のフランス料理店「ロジェ・ベルジェ」の総料理長を務める
- 1993年7月14日：南青山・表参道にフランス料理店「レ・クリスタリーヌ」をオープン
- 1994年：「ホテルオークラ」総料理長・剣持恒男の推薦によりパリを本部とする「エスコフィエ協会」に入会
- 1996年：最年少で「日本紳士録74版」に掲載
- 2001年：フランスより「フランス料理アカデミー会員・ディプローム」を授与
  - 10月17日：東京・渋谷宮益坂にレストラン「コンコンブル」をオープン
- 2003年：フランス料理業界に貢献したとしてフランスより「ラ・シェーヌ・デ・ローティスール勲章」を授与
- 2005年10月23日：東京・新宿三丁目にレストラン「クッレソニエール」をオープン
- 2007年：フランスのシャンパーニュ地方から「シュバリエ勲章」を授与
- 2009年：第39回「欧美国際公募アメリカ美術賞展」（テネシー大学ユーウィンギャラリー）に推薦され、ドローイング賞を授与[1]
- 2009年：第17回「パリ国際サロン・ドローイング・デッサン・版画コンクール」に入選
- 2010年：第41回「欧美国際公募フランス賞展」（フランス・モルビアン県・ヴァンヌ市）に推薦
- 2011年：第43回「欧美国際公募メキシコ美術賞展」入賞[2]
- 2012年2月：新宿・伊勢丹で初の個展を開催
- 2012年6月：渋谷・東急文化村で個展を開催[3]
- 2013年2月：新宿・伊勢丹で個展を開催
- 2013年11月：恵比寿・日仏会館で個展を開催
- 2014年1月：新宿・伊勢丹で個展を開催
- 2014年12月：新宿・伊勢丹で個展を開催
- 2017年 2月：ゴ・エ・ミヨ初の日本版(初版)掲載
- 2021年12月：目黒区柿木坂 KATSUYA SUSUKI GALLERY 個展開催[4]

## 著書
- 『新真空調理』
- 『味に光りを足す』（シェフ・シリーズ63）
- 『フライパンでフレンチ』
- 『フライパンでつくる「家飲み」レシピ』
- 『おつまみdeフレンチ』
- 『１０秒でできるソース・たれレシピ１１３』
- 『野菜料理 スピードレシピ』
- 『有野晋哉（よゐこ）と田中彰伯（フレンチシェフ）の妄想料理』[5]
- YouTubeチャンネル『みっちょんINポッシブル』
- YouTubeチャンネル『田中あきのりの料理の話』